# 冕宁乌头
冕宁乌头（学名：Aconitum legendrei）为毛茛科乌头属下的一个种。

## 扩展阅读
維基物種上的相關：冕宁乌头